# Andō Chikasue
Andō Chikasue (安 東 愛 季, 1539 - 2 de outubro de 1587) foi um daimyō japonês do período Sengoku, que era uma figura poderosa na metade norte da província de Dewa. Chikasue era filho de Andō Kiyosue.
Chikasue uniu a família Ando, que estava dividida. E ele obteve algumas minas e governou o porto de Akita. No entanto, ele morreu de doença imediatamente antes da unificação da metade norte da província de Dewa.